# 両建て
両建て（りょうだて）やクロス取引（クロスとりひき、英: cross trade）とは、同一の金融商品の買いと売りのポジションを同時に建てること。通常は無意味であり相殺するべきで、証券会社によってはそのようなことが出来ないようにしている。
先物取引においては、同一銘柄同一限月に売りと買いを同時に持ち、その銘柄の相場の上げ下げによって生ずる値洗いは影響を受けなくなるが、限月までに仕切り取引を行わなくてはならない。建玉を持っていて相場が荒れた時に荒れが収まるまで仕切りをしないで行われる取引ではあるが多くの場合、相場の読み違いを先延ばしするだけで利益に繋がらない。
色々な手数料や金利がかかるが、現物買いと信用売りを組み合わせることで、株価の変動リスク無しで株主優待を手に入れるときにも使える。
商品先物取引においては、商品先物取引法第214条8号において、商品先物取引業者による両建て取引の勧誘を禁止している。顧客にメリットが無いにもかかわらず、業者が取引手数料を増やすために両建てを勧誘することを禁止するためである。